# Kristija
Kristija (lat. Christia), rod jednogodišnjeg raslinja i trajnica iz porodice mahunarki. Postoji desetak vrsta raširenih od Indije do Kine, po otocima zapadnog Pacifika i Australiji.

## Vrste
1. Christia australasica (Schindl.) Bakh.f.
2. Christia constricta (Schindl.) T.C.Chen
3. Christia convallaria (Schindl.) Ohashi
4. Christia hainanensis Y.C.Yang & P.H.Huang
5. Christia lychnucha (Schindl.) Ohashi
6. Christia obcordata (Poir.) Bakh.f.
7. Christia paniculata (Wall. ex Benth.) Thoth.
8. Christia parviflora (Schindl.) Bakh.f.
9. Christia pierrei (Schindl.) Ohashi
10. Christia vespertilionis (L.f.) Bakh.f.
11. Christia zollingeri (Schindl.) Bakh.f.